# Leandro Pereira
Pour les articles homonymes, voir Leandro et Pereira.
Leandro Pereira, de son nom complet Leandro Marcos Pereira, né le 13 juillet 1991, est un footballeur brésilien évoluant au poste d'avant-centre au Botafogo SP.

## Carrière
Né à  Araçatuba, Leandro commence sa carrière à Ferroviária, où il fait ses débuts professionnels en 2011. L'année suivante, il rejoint Mogi Mirim, où il fait deux apparitions en Campeonato Paulista. En décembre 2012, il signe un contrat avec Capivariano, mais quitte le club en mai de l'année suivante pour rejoindre Icasa.
En janvier 2014, Leandro signe un contrat à court terme avec Portuguesa. Le 1er avril, après plusieurs apparitions sous le maillot de la Lusa, il rejoint Chapecoense, qui vient d'être promu en première division.
Leandro fait ses débuts au top niveau le 27 avril, en tant que titulaire pour la défaire 1–2 sur le terrain de Sport Recife. Il marque son premier goal le 25 septembre, dans le cadre d'une victoire à domicile 3-0 contre Atlético-PR.
Leandro finit le championnat avec 10 goals, qu'il marque tous lors des quatre derniers mois de la compétition. Le 19 décembre 2014, alors qu'il semble proche des Corinthians, il signe un contrat de cinq ans avec leurs rivaux de Palmeiras.
En août 2015, Leandro rejoint l'Europe et le Club Bruges KV pour un contrat de trois ans, avec possibilité de prolongation d'un an. Il remporte le titre de champion de Belgique mais ne parvient pas à s'imposer dans l'équipe. Après une saison, il est prêté à son club d'origine.

## Palmarès
- Club Bruges KV
  - Championnat de Belgique
    - Champion : 2016